# Orlivka, Krasnohvardiiske
Orlivka (în ucraineană Орлівка) este un sat în comuna Naidonivka din raionul Krasnohvardiiske, Republica Autonomă Crimeea, Ucraina.

## Demografie
Componența lingvistică a localității Orlivka
     Rusă (54,17%)
     Tătară crimeeană (30%)
     Ucraineană (15,83%)
Conform recensământului din 2001, majoritatea populației localității Orlivka era vorbitoare de rusă (54,17%), existând în minoritate și vorbitori de tătară crimeeană (30%) și ucraineană (15,83%).